# Imma euglypta
Imma euglypta är en fjärilsart som beskrevs av Edward Meyrick 1931. Imma euglypta ingår i släktet Imma och familjen Immidae. Inga underarter finns listade i Catalogue of Life.